# Jabon Mekar
Jabon Mekar is een bestuurslaag in het regentschap Bogor van de provincie West-Java, Indonesië. Jabon Mekar telt 8858 inwoners (volkstelling 2010).